# IC 862
IC 862 ist eine elliptische Galaxie vom Hubble-Typ E3 im Sternbild Coma Berenices am Nordsternhimmel. Sie ist schätzungsweise 411 Millionen Lichtjahre von der Milchstraße entfernt und hat einen Durchmesser von etwa 50.000 Lichtjahren.
Im selben Himmelsareal befinden sich u. a. die Galaxien IC 864, IC 867, IC 870.
Das Objekt wurde am 11. Juni 1891 vom französischen Astronomen Stéphane Javelle entdeckt.